# アイ・ベク
アイ・ベク（Ai beg、? - 1254年）は、モンゴル帝国に仕えた将軍の一人で、カンクリ部の出身。『元史』などの漢文史料では艾貌(àimào)、もしくは愛伯(àibǎi)と記される。

## 概要
アイ・ベクはカンクリ族の出身で、チンギス・カンの時代にモンゴル帝国に仕えるようになった。アイ・ベクは当初スブタイの指揮下に入ってルーシ遠征に加わり、キプチャク族の攻略に功績を挙げた。その後は第2代皇帝オゴデイの金朝親征に千人隊長(ミンガン)として従軍し、河西から南下して河南一帯の平定に従事した。1233年にはグユクによる大真国攻略にも参加し、いずれにも武功を挙げた。
1235年からは皇太子クチュ(オゴデイの第4子)の南宋遠征に従軍し、「家の子郎党（ゲルン・コウン）」に任命された。長江を渡って鄂州を包囲したものの、そこで病没した。死後は息子のイェスデルが跡を継ぎ、クビライの大元ウルスに仕えて父同様武功を残した。なお、元史巻133列伝20に立伝される「也速䚟児」とその父「愛伯」は巻123列伝10の「艾貌」とその息子「也速台児」と同一人物である。